# 176 f.Kr.

## Händelser

### Efter plats

#### Romerska republiken
- Den romerske generalen Tiberius Gracchus Major kuvar Sardinien och förslavar en del av befolkningen.

#### Egypten
- Kleopatra I dör och lämnar sin son Ptolemaios VI att styra Egypten ensam.

#### Partien
- Kung Friapatios av Partien dör och efterträds av sin son Fraates I.

## Avlidna
- Kleopatra I, drottning av Egypten från 193 f.Kr., hustru till Ptolemaios V Epifanes och förmyndare för sin unge son Ptolemaios VI Filometor
- Friapatios, kung av Partien sedan 191 f.Kr.